# Mix FM

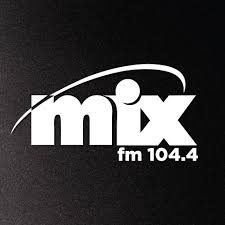
Logo de Mix FM depuis 2017

Mix FM est une station de radio libanaise. Elle diffuse essentiellement de la musique(Dance Music). Elle apparaît sur les ondes le 23 février 1996, puis le 23 février 2002 à Chypre. Mix FM émet sur les ondes FM 104.4 et 104.7 à Beyrouth, 104.5 à Zahlé, et 104.7 dans le nord du pays.